# جی‌ام۶۰۰۱
جی‌ام۶۰۰۱ (به انگلیسی: GM6001) یک ترکیب شیمیایی با شناسه پاب‌کم ۵۲۸۸۴۴۶ است.